# Дандоло
Да́ндоло семья (итал. Dandolo) — венецианский аристократический род, один из старейших и уважаемых в Республике и входивший в список «апостольских семей», давший 4-х дожей Венеции, множество священнослужителей и военачальников.

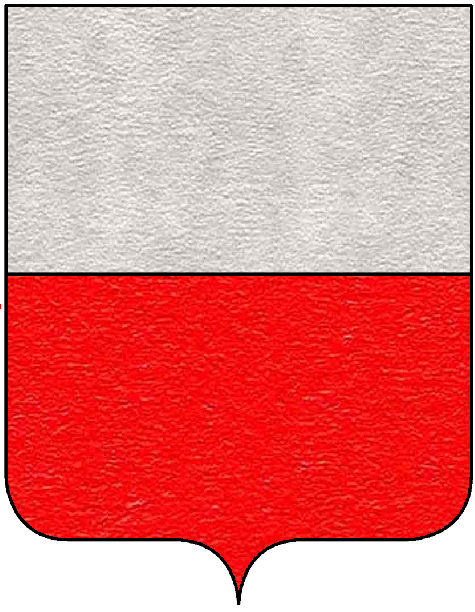
Фамильный герб

Известные представители:
- Дандоло, Андреа[англ.] (?—1298) — венецианский адмирал, командующий венецианским флотом в сражении при Курцоле (1298).
- Дандоло, Андреа (1305—1354) — 54-й венецианский дож.
- Дандоло, Георгий — русский лексикограф и переводчик XVIII века, родом из Венеции.
- Дандоло, Джованни (?—1289) — 48-й венецианский дож.
- Дандоло, Франческо (ок. 1258 — 1339) — 52-й венецианский дож.
- Дандоло, Энрико (1107 или 1108 — 1205) — 41-й венецианский дож.

## Происхождение
Хроники относят происхождение Дандоло к высокородной семье Римской империи — Урсия, к которой принадлежали также Орсо и Теодато, соответственно 3-й и 4-й дожи Венеции из семейства Мариттима, а также другая великая семья дожей — Орсеоли, которая была влиятельной во второй половине X века и в первой половине XI столетия. Определённые в качестве аристократического рода под именем Дандоло, они впервые поселились в Торчелло, а затем в Риальто, в районе острова Сан-Лука.

## Расцвет
После 1000 года Dandolo были особенно заняты в торговой деятельности с Византийской Империей, с многочисленными коммерческими интересами и обменом товаров в Константинополе. Доменико Дандоло, считающийся историческим предком рода, которому приписывают, между 1018 и 1025 годами, перевоз в Венецию тела святого Тарасио, подаренный монастырю Сан-Захария, с актом, предназначенным санкционировать социальное восхождение семьи в статус венецианского купечества. В 20-х или 30-х годов этого же века Дандоло приступает к возведению церкви Сан-Лука вместе с Пиццамано, другой семьёй имеющие интересы в той же части города. Возрастающие интересы Дандоло, а также их бизнеса, к политической деятельности заставили их заседать в советах дожей, приобретая все большее влияние, до тех пор, пока в 1130 году не был избран один из потомков семьи — Энрико, патриархом Венеции. Однако успех патриархальных выборов, в дополнение к повышению престижа семьи и предоставлению доступа к обширным связям с церковью, был отмечен непроизвольной ситуацией при восхождении семейства Дандоло, когда между патриархом Энрико и дожем Пьетро Полани возникли серьезные политические конфликты. Эти распри закончились тем, что привели в 1147 году изгнанию Дандоло и разрушению семейного имущества в Венеции. Мир с Полани был подписан только в 1151 году через брак племянника патриарха Энрико, Андреа и Примера Полани, что позволило восстановить импульс социальному восхождению Дандоло, благодаря огромному богатству, накопленному патриархом в Константинополе.

## От Энрико до Джованни, Франческо и Андреа Дандоло: семья дожей
Достигнув вершин венецианского общества во время войн с Византией и первых конституционных потрясений, которые привели к постепенному ослаблению контроля народным собранием над властью дожа, что в полной мере воспользовалась создавшимся положением купеческая олигархия, Дандоло в 1192 году возвысились до статуса семьи дожей с избранием другого Энрико Дандоло дожем Венеции и Далмации.
Несмотря на то, что ему было более восьмидесяти лет и он страдал серьезным нарушением зрения, что заставило современников описать его как почти слепого, Энрико обладал стальным темпераментом, превратившим его в выдающегося человека. Когда в 1201 году папа Инноке́нтий III провозгласил Четвертый Крестовый поход, никто не мог себе представить, что через два года сила воли старого венецианского дожа сможет направить его сначала на завоевание города Зара, покорив её после долгих лет восстаний против венецианской власти, а затем на Константинополь, завоеванным в 1204 году.
Посредством мудрости и правлению политической решимости Энрико смог воспользоваться Крестовым походом что бы подчинить город-конкурент Венеции Зара и получить огромные территориальные, экономические и политические приобретения Венецианской республики от падения и разграбления Константинополя крестоносцами. Его правление стало ступенью к расцвету и могуществу Венеции на целые столетия, превращению её в империю.
В отличие от других венецианских семей, Дандоло не пытался создать наследственную династию, но в годы, следующие за правлением Энрико Дандоло, Фантино Дандоло занял пост латинского патриарха Константинополя, а Марко и Мартино Дандоло завоевали анатолийскую вотчину Галлиполи (в 1205 году, затем потерянную после зарождения Никейской империи) и остров Андрос в Эгейском море (с 1207 по 1233 год).
В Венеции семья отметила своё могущество, построив новый большой особняк венецианско-византийского стиля, Ca 'Dandolo, украшенный мрамором, который, как говорят, был отправлен Энрико Дандоло после завоевания Константинополя.
Влияние семьи Дандоло также распространялось через женщин рода. Санудо, племянник Энрико Дандоло со стороны своей матери, покорил Герцогство Наксос (существовавшее с 1207 по 1566 годы), а внучка великого дожа — Анна Дандоло — вышла замуж в 1216 году за великого жупана Рашки Стефана Первовенчанного, став с ним первой королевой сербов и матерью двух государей Стефана I Владислава (король с 1234 по 1243 год) и Стефана I Уроша (король с 1243 по 1276 год).
В 1280 году дожем был избран Джованни Дандоло, сын героического адмирала Гилберто Дандоло, чье правительство ввело в обращение первые серебряные дукаты.
Дважды из семье в XIV веке были избраны дожами Венеции: в 1329 году Франческо Дандоло и в 1343 году Андреа Дандоло, личный друг Петрарки.

## Архитектура
Семейством Дандоло было построено многих архитектурных сооружений и дворцов в Венеции, в том числе с использованием ресурсов, вывезенных из Византии после Четвёртого крестового похода. Архитектурная деятельность Дандоло оказала значительно влияние на облик города и последующую архитектурную традицию.

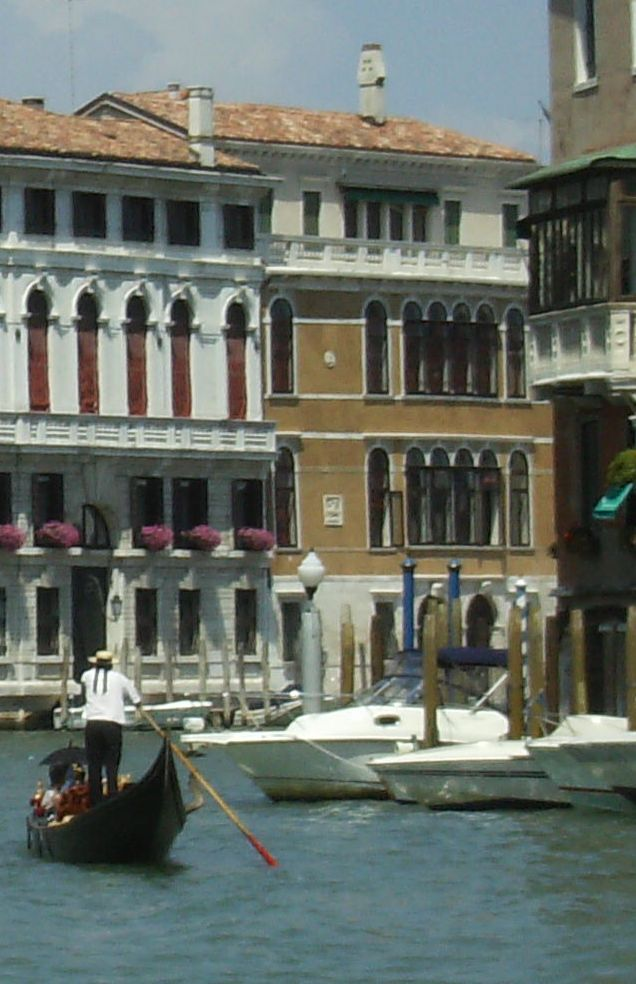
Палаццо Дандоло-Паолуччи

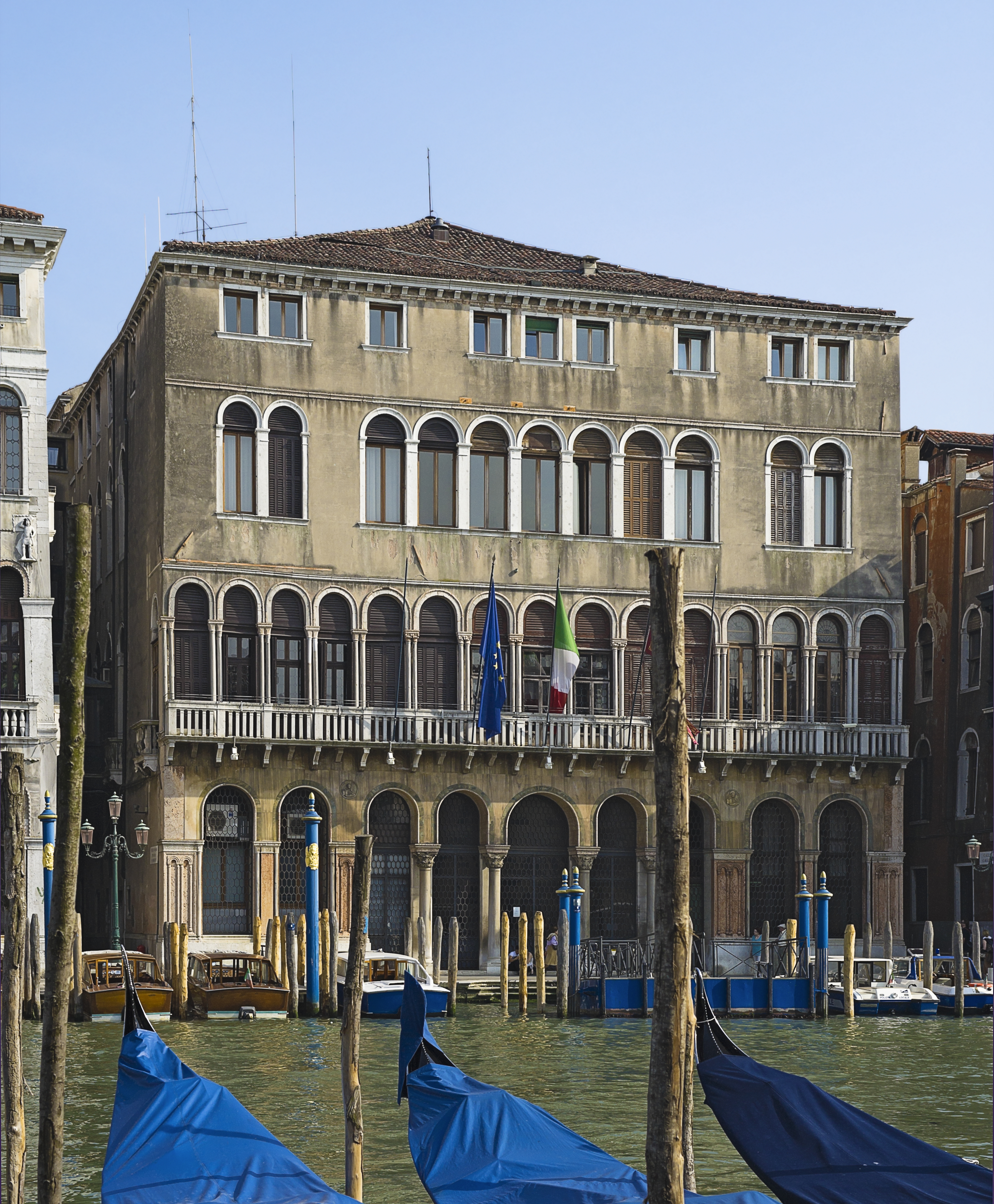
Палаццо Дандоло Фарсетти

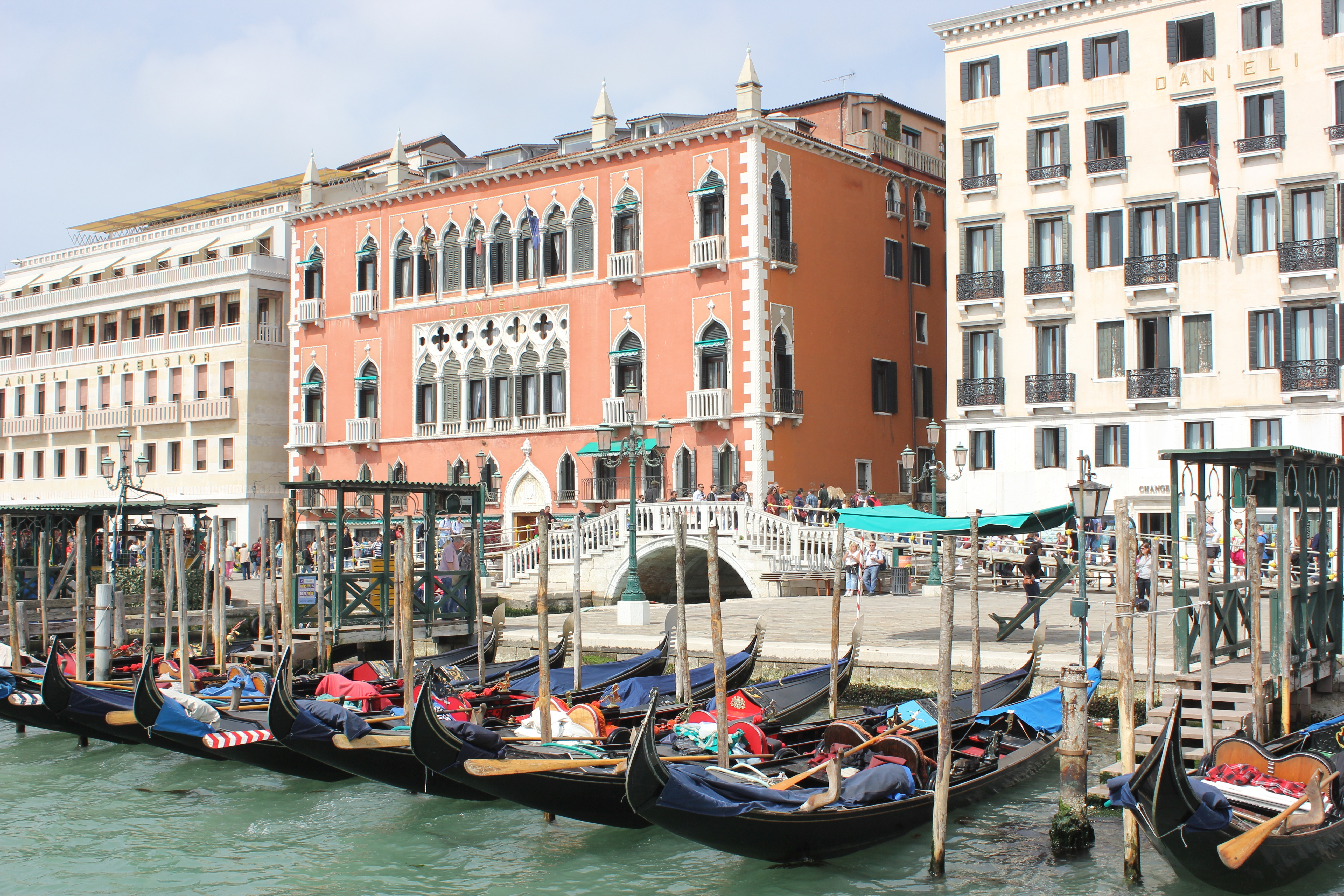
Палаццо Дандоло

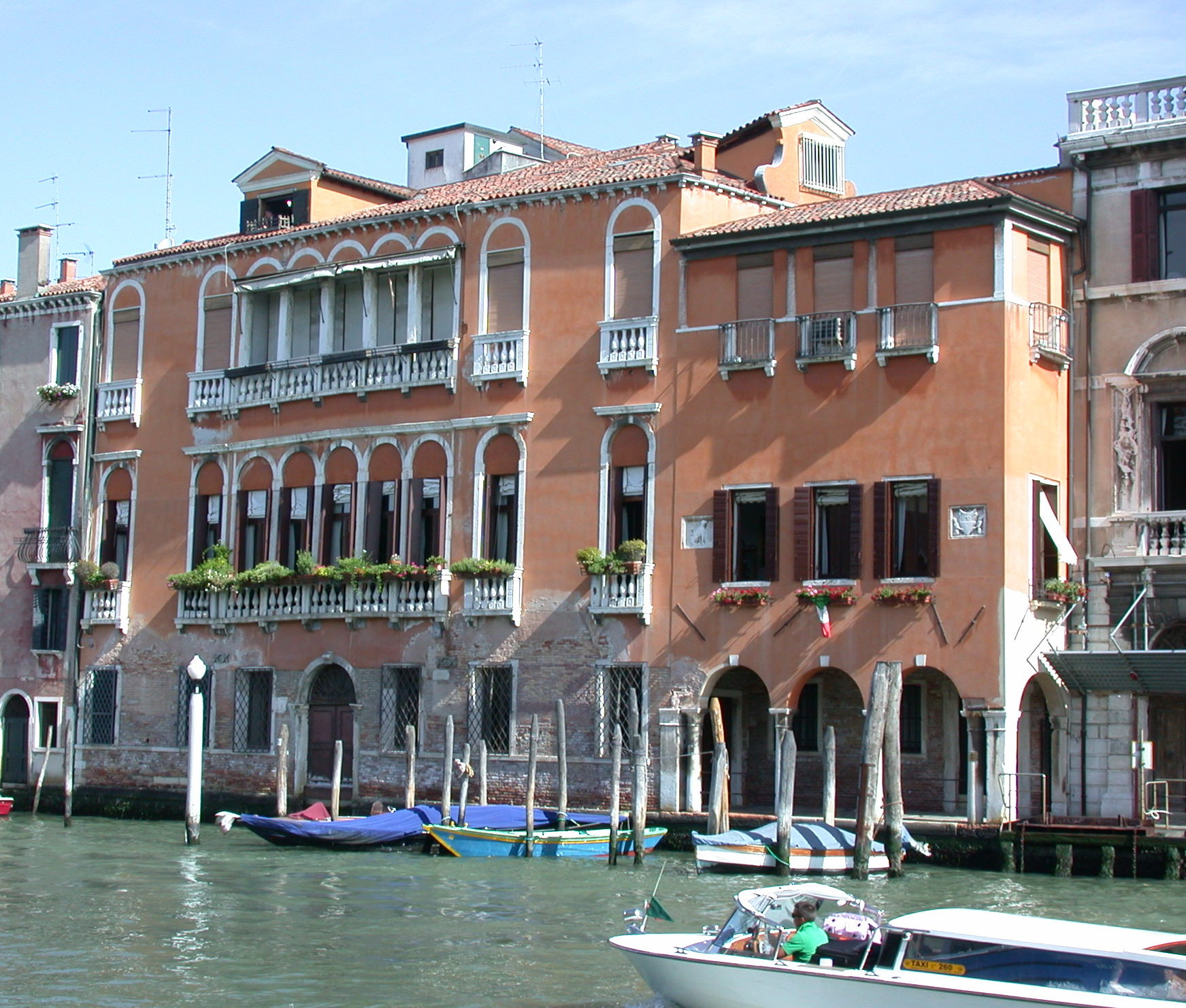
Палаццо Гритти-Дандоло